# Alexandre Etchebehere
Pas d'image ? Cliquez ici

a Compétitions nationales et continentales officielles uniquement.

b Matchs officiels uniquement.
Dernière mise à jour le 2 janvier 2025.
Alexandre Etchebehere, né le 26 décembre 2004 à Saint-Palais (Pyrénées-Atlantiques), est un joueur français de rugby à XV jouant au poste de pilier droit.

## Biographie
Alexandre Etchebehere naît à Saint-Palais dans les Pyrénées-Atlantiques. Il commence la pratique du rugby à XV en 2010 avec l'US Menditte, dans la banlieue d'Oloron-Sainte-Marie. En 2017, il rejoint l'Entente Aramits-Asasp.
En 2018, il rejoint les équipes de jeunes de la Section paloise.
En mars 2022, il est appelé avec l'équipe de France des moins de 18 ans pour affronter l'Angleterre au stade du Carf à Saint-Raphaël.
Lors de l'été 2022, il intègre le centre de formation du club palois en même temps que Théo Attissogbe et Émilien Gailleton.
Alexandre Etchebehere dispute son premier match avec l'équipe professionnelle de la Section paloise le 14 décembre 2024 lors de la 2e journée de Challenge Cup à l'Emirates Airlines Park en Afrique du Sud face aux Lions, en entrant en jeu à la 69e minute à la place de Guram Papidze. En juin 2025, il prolonge son contrat avec le club jusqu'en 2026.